# Un bruit qui court (film, 1947)
Pour plus de détails, voir Fiche technique et Distribution.
Pour les articles homonymes, voir Un bruit qui court (homonymie).
Un bruit qui court (A Pest in the House) est un cartoon, réalisé par Chuck Jones et sorti en 1947, qui met en scène Daffy Duck et Elmer Fudd.